# دنگسکی
دنگسکی (به لهستانی:  Deniski) یک روستا در لهستان است که در گمینا بیلسک پودلاسکی واقع شده‌است.